# Aeronautical Systems Center
Lo Aeronautical Systems Center (ASC) è un centro prodotti disattivato dell'aeronautica militare USA che progettava, sviluppava e rendeva disponibili sistemi d'arma per la superiorità aerospaziale e altri mezzi per la U.S. Air Force, altre organizzazioni militari statunitensi, combattenti alleati e partner di coalizioni, a supporto delle priorità di eccellenza dell'Air Force.
Lo ASC gestì 420 programmi di acquisizione di aerei dell'Air Force, anche in sinergia con altre organizzazioni, nazionali ed internazionali, con relativi progetti; utilizzava un budget annuo da 19 miliardi di $, ed impiegava una forza lavoro di oltre 11 000 persone presso la Wright-Patterson Air Force Base ed in altre 38 sedi sparse in tutto il mondo. Il centro era organizzato in stormi, gruppi, e squadroni concepiti per favorire la cooperazione nel processo acquisitivo e la rapida implementazione di efficaci risorse belliche.
Lo ASC nel tempo rese disponibili mezzi da caccia/attacco al suolo, offensiva a lungo raggio, mobilità, supporto ravvicinato agile, supporto alle forze speciali, addestratori, sistemi senza pilota, sistemi di integrazione uomo-macchina e supporto all'installazione. Lo ASC fu disattivato nel corso di una cerimonia svoltasi il 20 luglio 2012 nella base di Wright-Patterson (Ohio).

## Storia

### Esordi

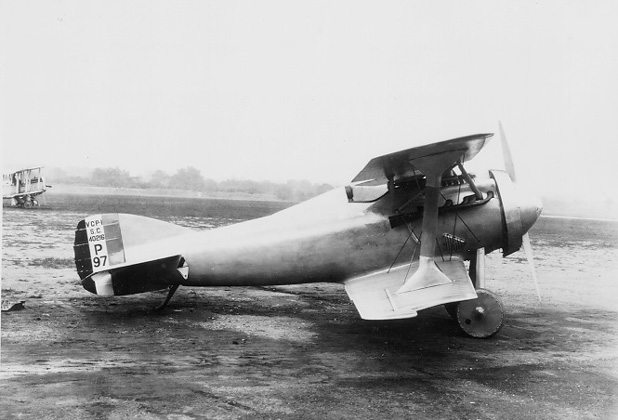
Un VCP-1, foto del 1919

Lo Airplane Engineering Department, antesignano dell'ASC, fu dapprima istituito nella Aviation Section, U.S. Signal Corps dello U.S. Army alla fine del 1917 presso McCook Field. Il primo obiettivo del dipartimento era il collaudo in volo e il relativo addestramento. Il dipartimento fu rinominato Airplane Engineering Division dopo la prima guerra mondiale, e alla sua missione originaria aggiunse lo sviluppo e l'ingegneria. Uno dei primi modelli nazionali, il VCP-1 fu progettato da ingegneri della base, Alfred V. Verville and Virginius E. Clark. Fu provato anche lo MB-1, che poi divenne il velivolo ordinario per la posta aerea. La divisione allargò anche le attività a Wilbur Wright Field. La divisione fu tra l'altro pioniera nella sicurezza aerea con l'uso del paracadute a caduta libera e lo sviluppo di vestiario protettivo, cabine chiuse, con riscaldamento e pressurizzate, e sistemi di ossigeno. Quando crebbe il cumulo di aerei e parti di ricambio la divisione fu in grado di passare più tempo nel cercare modi per migliorare strumenti e procedure per i piloti. Fra le migliorie ci sono cose come il sistema di accensione elettrica, carburanti che prevengono il battito in testa, sussidi per la navigazione, tecniche di previsione meteo migliorate, eliche più forti, migliorie nella fotografia aerea, e la progettazione di luci di atterraggio e sulle ali per il volo notturno.
Nel 1925 il ruolo della divisione cambiò dalla progettazione e costruzione di aerei alla acquisizione e valutazione di prototipi presentati dall'industria commerciale aeronautica. Di conseguenza gli ingegneri della divisione erano liberi di concentrarsi sullo sviluppo di standard unici per gli aerei militari, rivedere progetti, modificare e collaudare le macchine acquistate, e sviluppare equipaggiamenti ausiliari per migliorare gli aerei militari.
La Engineering Division si fuse con la Supply Division nel 1926 formando la Material Division. La nuova unità aveva bisogno di più spazio di quanto ne offrisse McCook Field, così nel tentativo di mantenere la presenza dello Air Service a Dayton (Ohio) un gruppo d'interesse locale guidato da John H. Patterson e da suo figlio Frederick comprò 18,3 km2 di terreno, compreso Wilbur Wright Field e lo donò allo Air Service, creando Wright Field. Da Wright Field la divisione continuò a lavorare sulle migliorie dell'aviazione tra cui la progettazione di motori, equipaggiamenti di navigazione e comunicazione, strumentazione da cabina, tute di volo riscaldate elettricamente, e equipaggiamenti per il rifornimento in volo. Il Physiological Research Laboratory guidò ricerche all'avanguardia sull'esposizione dei piloti a condizioni estreme di velocità, pressione, e temperatura.
Tra le migliorie specifiche apportate dalla divisione negli anni 1930 ci sono il sistema di puntamento Norden, la stiva interna per le bombe, e la torretta del mitragliere motorizzata.

### Seconda guerra mondiale
La Material Division fu rinominata Material Command nel 1942, in concomitanza con l'ampliato ruolo dell'Army Air Force. Nel 1943 a Wright Field si stavano compiendo 800 progetti principali di sviluppo e ricerca, per non parlare delle migliaia di progetti minori. Poiché molti materiali erano rari o del tutto indisponibili durante la guerra, gli scienziati del Materials Laboratory erano impegnati a sviluppare e collaudare una quantità di surrogati, tra cui gomma sintetica per gli pneumatici, nylon per i paracadute, e plastica per i cupolini. L'Armament Laboratory sviluppò serbatoi del carburante corazzati ed auto-sigillanti, una maggior capacità di caricare bombe, torrette per mitraglieri, e armamento difensivo. Malgrado le immediate necessità della seconda guerra mondiale il comando continuò a lavorare su futuri progetti. Nel 1944 il maggiore Ezra Kotcher intraprese il lavoro pionieristico che avrete portato al primo aereo supersonico, il Bell X-1.

### Guerra fredda
La nuova Air Force indipendente creò lo Air Research and Development Command e pose i principali elementi di ingegneria, i laboratori, e il collaudo di volo sotto il Wright Air Development Center (WADC). Aveva divisioni come Weapons Systems, Weapons Components, Research, Aeronautics, All-Weather Flying, Flight Test, e Materiel, e 12 laboratori. Gli ingegneri di Wright Field esaminavano gli aerei stranieri catturati durante e dopo la Seconda guerra mondiale. Tra gli aerei portati a Wright Field ce n'erano di alleati, come i russi YAK-9 e i britannici Spitfire e Mosquito; e velivoli nemici tra cui i tedeschi JU-88, ME-109, FW-190, ME-262, e i giapponesi Zero.
Senza più la necessità di un sito segreto per provare gli aerei sperimentali, il collaudo in volo di fusoliere si trasferì a Rogers Dry Lake (Muroc, California), poi chiamato Air Force Flight Test Center, Edwards Air Force Base. Alcuni test di volo furono mantenuti a Wright-Patterson ma limitatamente al collaudo di componenti, strumenti ed altri collaudi di tipo specialistico. La più importante espansione del collaudo in volo post-bellico presso Wright Field fu il collaudo ogni-tempo. Rappresentò il primo rilevante tentativo di risolvere i tanti problemi incontrati nel volare con tutte le condizioni meteo, giorno e notte.
Lo WADC sviluppò due apparecchi "bestie da soma" negli anni 1950; il Boeing B-52 Stratofortress e il Lockheed C-130 Hercules. Lo WADC sviluppò pure sistemi sperimentali, noti come Aerei X, nel tentativo di far avanzare la tecnologia aeronautica e l'inviluppo di volo, compreso il primo volo con decollo e atterraggio verticali (VTOL).
Lo WADC contribuì anche al programma spaziale mediante lo X-20 e l'addestramento in assenza di peso.

Animazione che mostra il funzionamento di un radar phased array.

Lo WADC fu rinominato Wright Air Development Division (WADD) nel 1959, poi Aeronautical Systems Division (ASD) nel 1961, e l'Air Force fuse lo Air Research and Development Command con lo Air Material Command per formare lo Air Force Systems Command. Nel 1963 furono costituiti i Materials, Avionics, Aero Propulsion, and Flight Dynamics Laboratories e posti sotto una sola organizzazione, la Research and Technology Division. In questo periodo la ricerca si occupava dell'esame di diversi materiali per struttura di aereo, il radar ad allineamento di fase (phased-array), e centrali elettriche migliorate.
Durante la Guerra del Vietnam, la ASD creò una divisione speciale chiamata Limited War/Special Air Warfare per far fronte alle esigenze speciali imposte dal conflitto. In questo concetto rientrava il "Project 1559" che offriva un modo di valutare nuove idee in fatto di materiali per determinarne l'utilità nel praticare la guerra limitata. I sistemi di supporto comprendevano un sistema di controllo aereo tattico ad alta mobilità, paracadute monouso, allarmi anti-inrusione per la difesa di basi aeree, ed un lanciagranate per il fucile AR-15. In reazione al clima unico trovato nel Sudest asiatico la ASD valutando repellenti della pioggia chimica per i caccia scoprì che numerosi repellenti applicati sui cupolini a terra prima del volo avevano una lunga vita e potevano durare per parecchie ore, perfino giorni.
Nei primi anni 1970 il Dipartimento della Difesa divenne sensibile ai crescenti costi delle forniture militari e di conseguenza abbandonò il concetto di comprare un sistema d'arma in forma di "pacchetto" chiavi in mano, riorganizzando invece il ciclo di acquisto in cinque fasi: concettuale, validazione, sviluppo, produzione, e dispiegamento. L'Air Force lo interpretò come un approccio più flessibile: fornire supervisione, revisione e valutazione in ogni fase. Con questo nuovo processo la ASD continuò a migliorare le fusoliere, e a sviluppare armamenti.
Gli anni 1980 portarono ulteriori tagli di fondi e una coerente ristrutturazione della ASD. Oltre all'ingegnerizzazione dell'equipaggiamento, la ASD lavorò al miglioramento dei processi introducendo il Total Quality Management (TQM). La ASD concorse anche ad applicare nella pratica la tecnologia stealth che era stata introdotta negli anni 1970. Si iniziò pure a lavorare su un sistema di circuiti integrati ad altissima velocità che mettesse in grado le architetture avioniche avanzate di integrare i sottosistemi di molti aerei (sistemi di lancio delle armi, controlli di volo, comunicazioni) in sottosistemi più piccoli ed affidabili. Gli Avionics and Flight Dynamics Laboratories coordinarono la ricerca su una futuribile cabina di pilotaggio "tutta vetro" che consentirebbe al pilota, tramite comandi vocali, di mescolare o "incrementare" i dati presentati in simboli grafici su un grande schermo di tipo televisivo.

### Post-Guerra fredda
Nel contesto successivo alla Guerra fredda l'Air Force riallineò i suoi comandi, mettendo insieme Air Force Logistics Command ed Air Force Systems Command per formare lo Air Force Materiel Command (AFMC). La ASD fu allora ri-etichettata come Aeronautical Systems Center (ASC) nel 1992 e seguì una radicale riorganizzazione, però lo ASC mantenne il suo ruolo primario nell'acquisizione di nuovi sistemi e nell'aggiornamento e modifica dei sistemi esistenti a supporto delle Air Force's Core Competencies anche nel XXI secolo.
In considerazione della nuova stagione in tema di sicurezza lo ASC si determinò ad aggiornare il B-1 Lancer e il B-2 Spirit da armi esclusivamente nucleari a convenzionali. Di conseguenza, entrambi i velivoli hanno visto ruoli di combattimento attivo. Lo ASC ha dato importanza anche alla Information Superiority e si è concentrata notevolmente nel costruire sensori per gli U-2 e gli UAV.

## Evoluzione
- Costituito come Aeronautical Systems Division il 21 marzo 1961

Attivato il 1 aprile 1961
Rinominato Aeronautical Systems Center  il 1 luglio 1992
Disattivato il 1 ottobre 2012

### Comandi sovraordinati
- Air Force Systems Command, 1 aprile 1961
- Air Force Materiel Command, 1 luglio 1992 – 1 ottobre 2012 (aggregato allo Air Force Life Cycle Management Center dopo il 20 luglio 2012)

### Stations
- Wright Patterson Air Force Base, 1 aprile 1961 – 1 ottobre 2012

### Unità dipendenti
- 77th Aeronautical Systems Wing
- 88th Air Base Wing
- 303d Aeronautical Systems Wing
- 311th Human Systems Wing
- 312th Aeronautical Systems Wing
- 326th Aeronautical Systems Wing
- 478th Aeronautical Systems Wing
- 516th Aeronautical Systems Wing
- 4950th Test Wing